# Petrogale godmani
Petrogale godmani är en pungdjursart som beskrevs av Oldfield Thomas 1923. Petrogale godmani ingår i släktet klippkänguruer och familjen kängurudjur. IUCN kategoriserar arten globalt som livskraftig. Inga underarter finns listade.
Pungdjuret förekommer på östra Kap Yorkhalvön, Australien. Arten vistas i klippiga områden.